# Natividade Atlético Clube
Natividade Atlético Clube é uma agremiação esportiva de Natividade.

## História
O clube disputou o Campeonato Fluminense em 1943.
Em 1970, a Liga Itaperunense de Desportos, junto com os clubes Esporte Clube Venancense, Natividade Atlético Clube, Comércio e Indústria Atlético Clube, Esporte Clube Paraíso, Esporte Clube Soledade e Niterói são denunciados pela prática ilegal do esporte pelo Tribunal de Justiça Desportiva. Os clubes e entidade se declaravam e estavam registrados como profissionais a Federação Fluminense de Desportos, porém não estavam registrados em cartórios, e por isso "não existiam juridicamente".
A situação do Esporte Clube Soledade e Niterói foram "agravadas pelo fato de não terem campo de jogo nos moldes estabelecidos por lei". Paraíso, Soledade e Niterói foram ameaçados de desfiliação, algo contornado após acertarem as pendências em cartório.

## Títulos
| Regionais                      | Regionais | Regionais  | Regionais |
| Competição                     | Títulos   | Temporadas |           |
| ------------------------------ | --------- | ---------- | --------- |
| Campeonato Noroeste Fluminense | 1         | 1986       |           |

| Torneios Amistosos           | Torneios Amistosos | Torneios Amistosos | Torneios Amistosos |
| Competição                   | Títulos            | Temporadas         |                    |
| ---------------------------- | ------------------ | ------------------ | ------------------ |
| Torneio Campeão dos Campeões | 1                  | 1987               |                    |

| Categorias de Base             | Categorias de Base | Categorias de Base | Categorias de Base |
| Competição                     | Títulos            | Temporadas         |                    |
| ------------------------------ | ------------------ | ------------------ | ------------------ |
| Campeonato Rural de Aspirantes | 1                  | 1991               |                    |

## Estatísticas

### Participações
| Competição            | Temporadas | Melhor campanha     | Estreia | Última | P | R |
| --------------------- | ---------- | ------------------- | ------- | ------ | - | - |
| Campeonato Fluminense | 1          | Desconhecido (1943) | 1943    | 1943   | – | – |